# Wilhelm Doerr

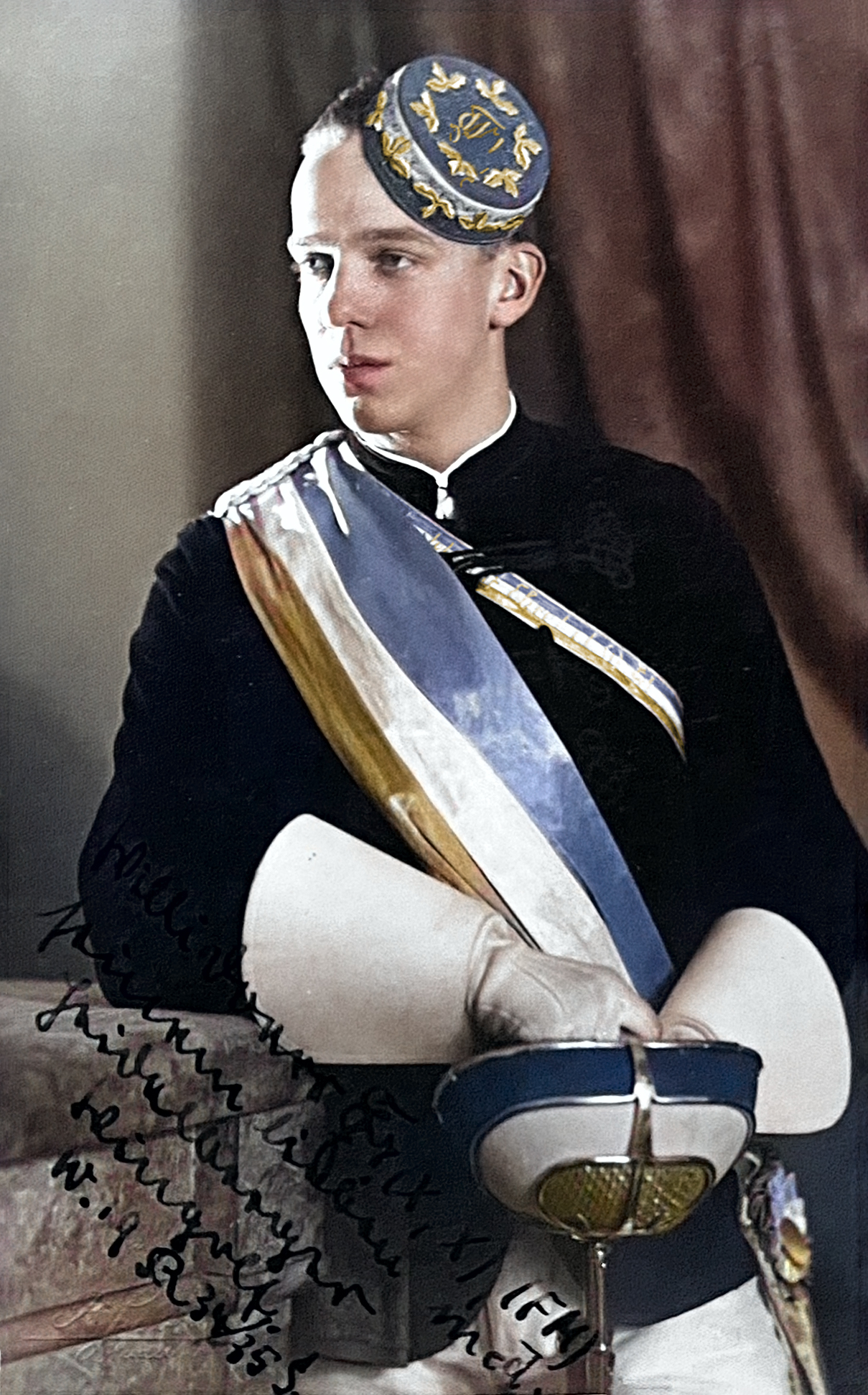
Wilhelm Doerr als Wingolfit, koloriert, 1934

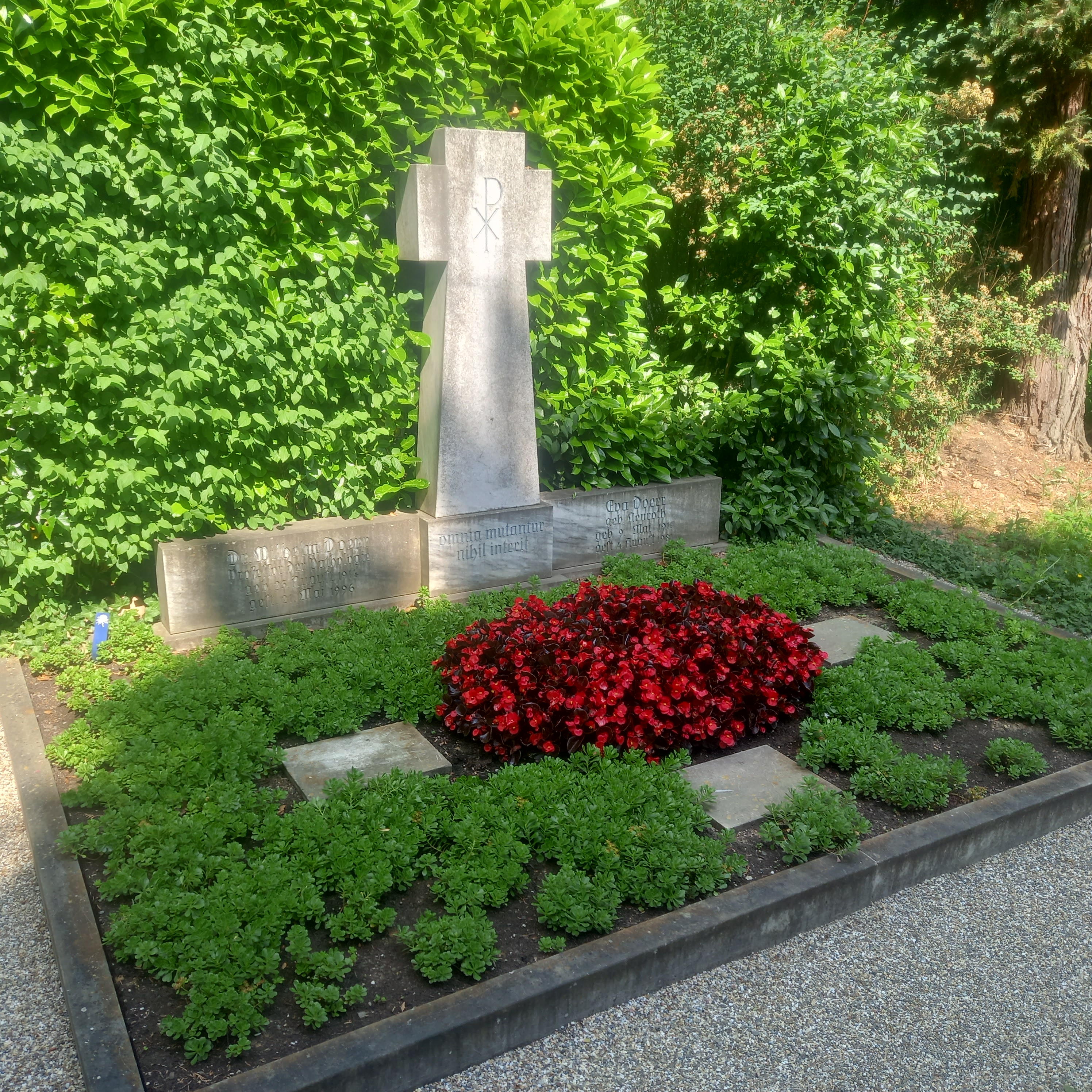
Das Grab von Wilhelm Doerr und seiner Ehefrau Eva geborene Neuroth im Familiengrab auf dem Friedhof Handschuhsheim in Heidelberg

Wilhelm Georg Doerr (* 25. August 1914 in Langen (Hessen); † 21. Mai 1996 in Heidelberg) war ein deutscher Pathologe und Hochschullehrer.

## Leben
Doerr begann an der Ruprecht-Karls-Universität Medizin zu studieren und wurde Mitglied des Heidelberger Wingolf. Ein Semester verbrachte er an der Philipps-Universität Marburg. Mit einer Doktorarbeit in der Heidelberger Pathologie wurde er 1939 summa cum laude zum Dr. med. promoviert. Am Zweiten Weltkrieg nahm er als Angehöriger einer Sanitätseinheit in Polen, Frankreich und Russland teil, er arbeitete unter anderem in einer Feldprosektur. 1942 habilitierte er sich in Heidelberg. 1953 wurde Wilhelm Doerr als Nachfolger von Walter Koch auf den Lehrstuhl für Allgemeine Pathologie und Pathologische Anatomie der Freien Universität Berlin berufen. 1956 folgte er dem Ruf der Christian-Albrechts-Universität zu Kiel auf ihren Lehrstuhl für Pathologie. 1963 wechselte er an die heimatliche Universität Heidelberg. Rufe nach Marburg, Freiburg, Ulm und Wien lehnte er ab. 1983 wurde er emeritiert.
Nachdem er sowohl in der Dissertation als auch in der Habilitation zum Verständnis der Ontogenese von Herzfehlern Wesentliches beigetragen hatte (s. in Virchows Archiv 301(1938), 668ff und 310(1943), 304ff), blieben Krankheiten des Herzmuskels (Myokarditis, Herzinfarkt) Schwerpunkte seiner Forschungsarbeiten. Daneben analysierte er die Pathologie („Gangarten“) der Arteriosklerose, der Pankreatitis und anderer Krankheiten. Er beschäftigte sich mit Anthropologie, theoretischer Pathologie und Begriffen wie Gesundheit und Krankheit. Doerr hat eine Reihe von Lehr- und Handbüchern sowie Monographien auf seinem und benachbarten Fachgebieten verfasst und herausgegeben, u. a. ein über 20-bändiges Standardwerk der Speziellen Pathologie (Spezielle Pathologische Anatomie gemeinsam mit Gerhard Seifert und Erwin Uehlinger bei Springer, Heidelberg). Zwei Jahrzehnte lang gehörte er ab 1966 zu den Herausgebern von Virchows Archiv.
Zudem war Doerr für die Redaktion des von Hans-Georg Gadamer und Paul Vogler herausgegebenen Werkes Neue Anthropologie zuständig, wozu er selber einen Beitrag hinzusteuerte.
Als Dekan der Medizinischen Fakultät und als Mitglied der Grundordnungsversammlung für die Neustrukturierung der Universität Heidelberg gab Doerr wichtige Impulse. Für das eigene Institut führte er ein modernes Departmentsystem ein. In gleicher Weise machte er sich verdient um die Gründung des Deutschen Krebsforschungszentrums sowie der Medizinischen Fakultäten in Lübeck, Ulm und Mannheim. Von 1972 bis 1974 war er Präsident der Heidelberger Akademie der Wissenschaften. Zu den Schülern von Wilhelm Doerr gehören der Pathologe Klaus Goerttler und der Sozialmediziner Wolfgang Jacob.

## Herausgeberschaften
- Spezielle pathologische Anatomie. Springer Verlag.
- mit Wolfgang Bargmann: Das Herz des Menschen. Thieme, Stuttgart 1963.
- Semper apertus. Sechshundert Jahre Ruprecht-Karls-Universität Heidelberg 1386–1986. Festschrift in sechs Bänden. Springer, Berlin, ISBN 978-3-540-15425-9.
- In memoriam Fritz Linder. Akademische Gedenkfeier für Fritz Linder (1912–1994) am 17. Februar 1995 in der Alten Aula der Universität Heidelberg. Springer, Berlin/Heidelberg 1995.

## Ehrungen
- Ehrendoktor
  - Universität zu Lübeck[8]
  - Universität Mannheim
  - Ludwig-Maximilians-Universität München
  - Friedrich-Alexander-Universität Erlangen-Nürnberg
  - Universität Santiago de Compostela
- Wahl in die Deutsche Akademie der Naturforscher Leopoldina (1965)[9]
- Ernst-von-Bergmann-Plakette der Bundesärztekammer (1979)
- Johann-Heinrich-Merck-Ehrung (1984)
- Paracelsus-Medaille der deutschen Ärzteschaft (1985)[10]
- Verdienstmedaille des Landes Baden-Württemberg (1986)
- Rudolf-Virchow-Medaille der Deutschen Gesellschaft für Pathologie (1987)
- Verdienstorden der Bundesrepublik Deutschland, Großes Verdienstkreuz (1991)[11]
- Cothenius-Medaille der Leopoldina (1995)[12]